# 胡公 (斉)
胡公（ここう、？ - 紀元前860年）は、斉の第6代君主。癸公の子で哀公の弟。

## 生涯
癸公の子として生まれる。
紀侯の讒言により哀公が周王によって釜茹での刑にて処刑されると、異母弟であった姜静が立って斉君となった（以降は「胡公」と表記する）。胡公は即位するなり都を営丘から薄姑に遷都した。
周の夷王の時代、哀公の同母末弟の姜山は胡公を恨み、徒党とともに営丘の民を率いて襲撃し、胡公を殺して自ら立って斉君（献公）となった（斉のクーデター）。
胡公の公子たちは献公によってことごとく国外に追放された。後年、献公の孫にあたる厲公が暴政をおこなったとき、斉の人々は胡公の子の一人を擁立しようとした。厲公は殺されたが、この胡公の子もまた戦死した。

## 史料
- ウィキソースに以下の原文があります。
  - 『史記』　卷三十二 齊太公世家 第二
- 史記（繁体字中国語）